# Duisburgo
Duisburgo (en alemán Duisburg [ˈdyːsbʊɐ̯k]ⓘ) es una ciudad alemana situada en la región metropolitana del Rin-Ruhr en el Estado de Renania del Norte-Westfalia. Está ubicada en la confluencia de los ríos Rin y Ruhr, cerca de Düsseldorf y cuenta con uno de los puertos interiores más grandes del mundo con más de 40km de muelles. 
Con una población de 495 152 habitantes en 2021, de acuerdo al LIT NRW, es la quinta ciudad más grande del estado y la decimoquinta de Alemania.
Durante la Edad Media fue una ciudad-estado y formó parte de la Liga Hanseática, evolucionando posteriormente hacia un gran polo industrial del hierro, el acero y la industria química, motivo por el cual fue fuertemente bombardeada durante la Segunda Guerra Mundial.

## Historia
- Siglo XIX, la Revolución Industrial transforma Duisburgo convirtiéndola en una próspera ciudad.
- Años 1920, en el contexto de las reparaciones impuestas a Alemania en el Tratado de Versalles (1919), el Ruhr fue ocupado por tropas belgas y francesas entre 1923 y 1925. Esta situación provocó la "Ruhrkampf" que fue sostenida por el régimen de Weimar.
- 1945, al final de la Segunda Guerra Mundial el Ruhr es ocupado por los británicos y los estadounidenses.
- 1949, los aliados establecen una comisión internacional que vigila la producción regional de carbón y acero.
- 1950, Robert Schuman pronuncia la declaración en la que propone integrar las industrias del carbón y del acero de Europa Occidental.
- 1951, la comisión internacional es suprimida tras la entrada en funcionamiento la Comunidad Europea del Carbón y del Acero (CECA), considerada como la "semilla" de la actual Unión Europea (UE).
- Años 1950, los carteles para los conductores de tranvía se escribían en castellano, debido al alto porcentaje de inmigrantes españoles entre ellos.
- 2010, trágica estampida humana que provoca 21 muertos y más de 350 heridos por aplastamiento durante la celebración del macrofestival musical Love Parade, hecho que se conoce como el Desastre del Love Parade o tragedia de Duisburgo.

## Infraestructuras
Cerca de 20 000 barcos por año llegan a este puerto interior, que con 22 dársenas y casi 40 kilómetros de costa es el mayor de Europa, comunica con Dortmund por el canal Rin-Herne y, a su vez, con el mar del Norte, por medio del canal Dortmund-Ems.
También es el mayor centro siderúrgico de Europa: aquí se funden 18 millones de toneladas de acero, (40 % de la producción alemana). En esta ciudad funcionan los altos hornos de Thyssen-Krupp y Krupp-Mannesmann.
Por otra parte, la línea de ferrocarril Yuxinou une la ciudad china de Chongqing con Duisburgo. Pasa a través del paso de Alataw en Kazajistán, y circula a través de Rusia, Bielorrusia y Polonia antes de llegar a Duisburgo. Este ferrocarril es parte de una red ferroviaria que conecta cada vez más a China y Europa.

## Economía
En 2016, Duisburgo generó un producto interior bruto (PIB) de 16.667 millones de euros dentro de sus límites urbanos, lo que la sitúa en el puesto 23 de la clasificación de ciudades alemanas por producción económica. Ese mismo año, el PIB fue de 33.634 euros per cápita (Renania del Norte-Westfalia: 37.416 euros / Alemania: 38.180 euros) y, por tanto, inferior a la media regional y nacional. Alrededor de 225.900 personas trabajaban en la ciudad en 2017. Duisburgo es una de las ciudades alemanas con mayor tasa de desempleo. En diciembre de 2019, la tasa de desempleo era del 10,4 %, muy por encima de la media de Renania del Norte-Westfalia del 6,4 %.

## Puerto de Duisburgo
El puerto de Duisburgo «duisport» está considerado el mayor puerto interior del mundo y un punto de referencia de la ciudad.
Tiene estatus de puerto marítimo, ya que sirve a puertos de Europa, África y Oriente Medio con buques marítimos fluviales en servicios regulares. El puerto es lo que se denomina un nudo portuario marítimo.

El centro del puerto sigue estando en la desembocadura del Ruhr, donde se creó el primer puerto del Ruhrort a principios del siglo XVIII. Cada año se manipulan en él unos 40 millones de toneladas de mercancías de todo tipo. Más de 20.000 barcos hacen escala en el puerto cada año. En su centro se encuentran las instalaciones portuarias públicas, con una superficie de 740 hectáreas, 21 dársenas de más de 180 hectáreas y 40 kilómetros de costa. Además, está el Centro Logístico Logport Duisburg, con una superficie de 265 hectáreas. Varias empresas disponen también de instalaciones portuarias privadas, lo que supone un volumen total de manipulación de más de 110 millones de toneladas.

## Deporte
| Equipo        | Deporte            | Competición             | Estadio      | Creación |
| ------------- | ------------------ | ----------------------- | ------------ | -------- |
| MSV Duisburgo | Fútbol             | 3. Liga                 | MSV-Arena    | 1902     |
| EV Duisburgo  | Hockey sobre hielo | Deutsche Eishockey Liga | Scania Arena | 1991     |

| Predecesor: Zagreb | Universiadas 1989 | Sucesor: Sheffield |

## Ciudades hermanadas
- Calais (Francia)
- Gaziantep (Turquía)
- Lomé (Togo)
- Perm (Rusia)
- Portsmouth (Reino Unido)
- San Pedro Sula (Honduras)
- Vilnius (Lituania)
- Wuhan (China)
- Fort Lauderdale (Estados Unidos)